# Scandale des marchés d'Espagne
Le scandale des marchés d'Espagne est une affaire politico-financière teintée de corruption qui scandalisa la France et l'Europe entière sous la Restauration.

## Les faits
En 1823, Louis XVIII décide de venir en aide au roi Ferdinand VII d'Espagne et met au point l'expédition d'Espagne qui nécessite de gros moyens financiers. Pour assurer la réussite de cette campagne, un appel d'offres est organisé à Bayonne en 1823. Le 5 avril, le financier Gabriel-Julien Ouvrard remporte ces juteux marchés d'Espagne qui consistent en la fourniture de subsistances militaires et en leur transport. Lorsque le public apprend le montant des sommes en jeu (le marché s'élève à plus de 100 000 000 de francs) des bruits commencent à courir et on accuse Ouvrard, munitionnaire général de l'armée, et ses hommes d'affaires de corruption. 
En 1826, des enquêtes auprès des administrations permettront à la Cour des pairs et à la Cour royale de Paris de conclure à une absence de corruption lors de la passation des marchés d'Espagne. Mais les enquêtes font apparaître que des militaires et des administrateurs auraient reçu de l'argent pour faire publiquement l'éloge des fournitures de la société d'Ouvrard. Ouvrard est alors arrêté et emprisonné tandis que les papiers de ses agents et de ses collaborateurs sont saisis dans leurs domiciles respectifs. Le tribunal de police de Paris, au cours de trois audiences ayant eu lieu au mois de novembre 1826 au milieu d'une foule immense, détermina les responsabilités de chacun des financiers et ordonna la remise en liberté d'Ouvrard, qui, bien que richissime, fut ruiné par cette affaire.

## L'appréciation de la corruption
D'après les documents versés à l'audience, il semblerait que les tentatives de corruption reprochées aux financiers aient consisté en une forme de publicité-propagande. Contre argent, les fonctionnaires achetés auraient dû faire l'éloge des fournitures de la société d'Ouvrard auprès de leur hiérarchie. Cette manière de faire, si elle a existé, aurait permis à Ouvrard de faire bonne figure face aux autorités afin d'obtenir d'autres marchés par la suite. Il n'y eut pas à proprement parler de scandale des marchés d'Espagne puisque la passation des marchés étaient saine mais le fait pour un tiers de payer une somme d'argent, qui n'entre pas dans le cadre de son traitement, à un fonctionnaire et de lui demander une action, qui n'entre pas dans le cadre de ses attributions, se rattache à de la corruption.
Finalement, la tentative de corruption ainsi caractérisée ne put être reprochée qu'aux financiers Filleul-Baugé et Leleu-Moléon.
Cette affaire a choqué l'opinion qui découvrit à quel point la guerre occasionnait des dépenses considérables et  enrichissait des financiers peu dignes de la confiance que l'État mettait en eux. 
Un tel déploiement de moyens réjouit néanmoins François-René de Chateaubriand qui put conclure dans ses Mémoires d'outre-tombe que Louis XVIII venait de mettre de l'ordre en Espagne en six mois alors que Napoléon Ier n'y était pas parvenu en sept ans.

## Sources
- Annuaire historique universel de Lesur.
- Annales du Barreau de Paris.
- Mémoires de G.-J. Ouvrard sur sa vie et ses diverses opérations financières, éd. 1826.